# Salzhemmendorf
Salzhemmendorf est une commune de Basse-Saxe, en Allemagne, située dans l'arrondissement de Hamelin-Pyrmont.

## Quartiers
- Salzhemmendorf
- Ahrenfeld
- Benstorf
- Hemmendorf
- Lauenstein
- Levedagsen
- Ockensen
- Oldendorf
- Osterwald
- Thüste
- Wallensen

## Population
- 1961 : 12 510
- 1970 : 12 107
- 1987 : 10 617
- 1995 : 11 181
- 2005 : 10 500
- 2011 : 9 782

## Entreprises
- Siège de l'entreprise Logona.